# Alliance démocratique (Îles Salomon)
Pour les articles homonymes, voir Alliance démocratique.
L'Alliance démocratique (en anglais :  Democratic Alliance Party abrégé DAP) est un parti politique salomonais.
Lors des élections législatives de 2014 le parti remporte sept sièges sur cinquante devant ainsi le plus grand parti représenté au Parlement national.

## Résultats électoraux

### Élections législatives
| Année | Voix   | %    | Rang | Élus   |
| ----- | ------ | ---- | ---- | ------ |
| 2014  | 19 992 | 7,78 | 2e   | 7 / 50 |
| 2019  | 19 720 | 6,37 | 5e   | 3 / 50 |